# Vergewaltigungen in Indien
Mehrere Fälle von Vergewaltigungen in Indien erhielten in den letzten Jahren große mediale Resonanz und führten zu zahlreichen öffentlichen Protesten. Die im internationalen Vergleich vergleichsweise niedrige Zahl an Strafverfahren aufgrund von Vergewaltigungen kann daran liegen, dass in Indien ein bedeutender Teil der Vergewaltigungen nicht angezeigt wird. Die Bereitschaft dazu ist in den 2010er-Jahren jedoch gestiegen.

## Vergewaltigungsstatistiken
Vergewaltigung ist die vierthäufigste gegen Frauen verübte Straftat in Indien.
Nach Aussage des jährlichen Berichts des Nationalen Amts für Verbrechensstatistiken (National Crime Records Bureau – NCRB) wurden im Jahr 2012 insgesamt 24.923 Vergewaltigungen angezeigt. Davon wurden 24.470 von jemandem, den das Opfer kannte, begangen (was 98 % entspricht). Nach den Statistiken des NCRB aus dem Jahr 2015 hatte der Bundesstaat Madhya Pradesh die höchste Anzahl an Anzeigen von Vergewaltigungen in Indien, während Jodhpur in Rajasthan die höchste Vergewaltigungsrate vorwies. Die zweithöchste Vergewaltigungsrate wurde in Delhi, der Hauptstadt Indiens, registriert.
Indien hat im internationalen Vergleich eine vergleichsweise niedrige Zahl an Strafverfahren aufgrund von Vergewaltigungen. Mutmaßlich wird ein Großteil der Vergewaltigungen nicht angezeigt. Die Bereitschaft, Vergewaltigungen anzuzeigen, ist in den 2010er Jahren gestiegen, da einige Fälle große Aufmerksamkeit in den Medien erhielten und zahlreiche öffentliche Proteste gegen das Verbrechen stattfanden. Dies führte zu einer Reform des Strafrechts für Sexualstraftaten.

### Vergewaltigung Minderjähriger
Nach den Ergebnissen einer Umfrage der Menschenrechtsorganisation Human Rights Watch (HRW) von 2013 werden 7.200 Minderjährige (1,6 von 100.000) jährlich in Indien vergewaltigt. HRW bemängelte zudem, dass Minderjährige, die ihre Vergewaltigung zur Anzeige bringen wollten, dazu noch Demütigungen und traumatisierende Untersuchungen durch die Polizei und andere Behörden erführen oder abgewiesen bzw. nicht angehört würden. Minderjährige werden des Weiteren Opfer von Menschenhandel in die Prostitution. Dieses führt zu lebenslangen Qualen. Unter den Ländern, die von der auf Länderrisiken spezialisierten internationalen Beratungsfirma Maplecroft untersucht wurden, wurde Indien als siebtschlechtestes Land im Bereich Menschenhandel und Straftaten gegen Minderjährige eingestuft.

### Schätzungen über nicht angezeigte Vergewaltigungen
Die meisten Vergewaltigungen werden nicht angezeigt, aus Angst vor Vergeltung oder Demütigung. Indische Abgeordnete haben ausgesagt, dass das Vergewaltigungsproblem in Indien unterschätzt wird, da die meisten Straftaten nicht angezeigt werden. In letzter Zeit stieg die Rate von angezeigten Vergewaltigungen jedoch. Es ist schwer abzuschätzen, wie viel Prozent der Vergewaltigungen nicht angezeigt werden. Nach Schätzungen des NCRB aus einem Bericht im Jahr 2006 werden 71 % nicht angezeigt. Die UN schätzt, dass weltweit 89 % aller Sexualstraftaten nie angezeigt werden.

## Strafdefinition nach dem indischen Strafrecht

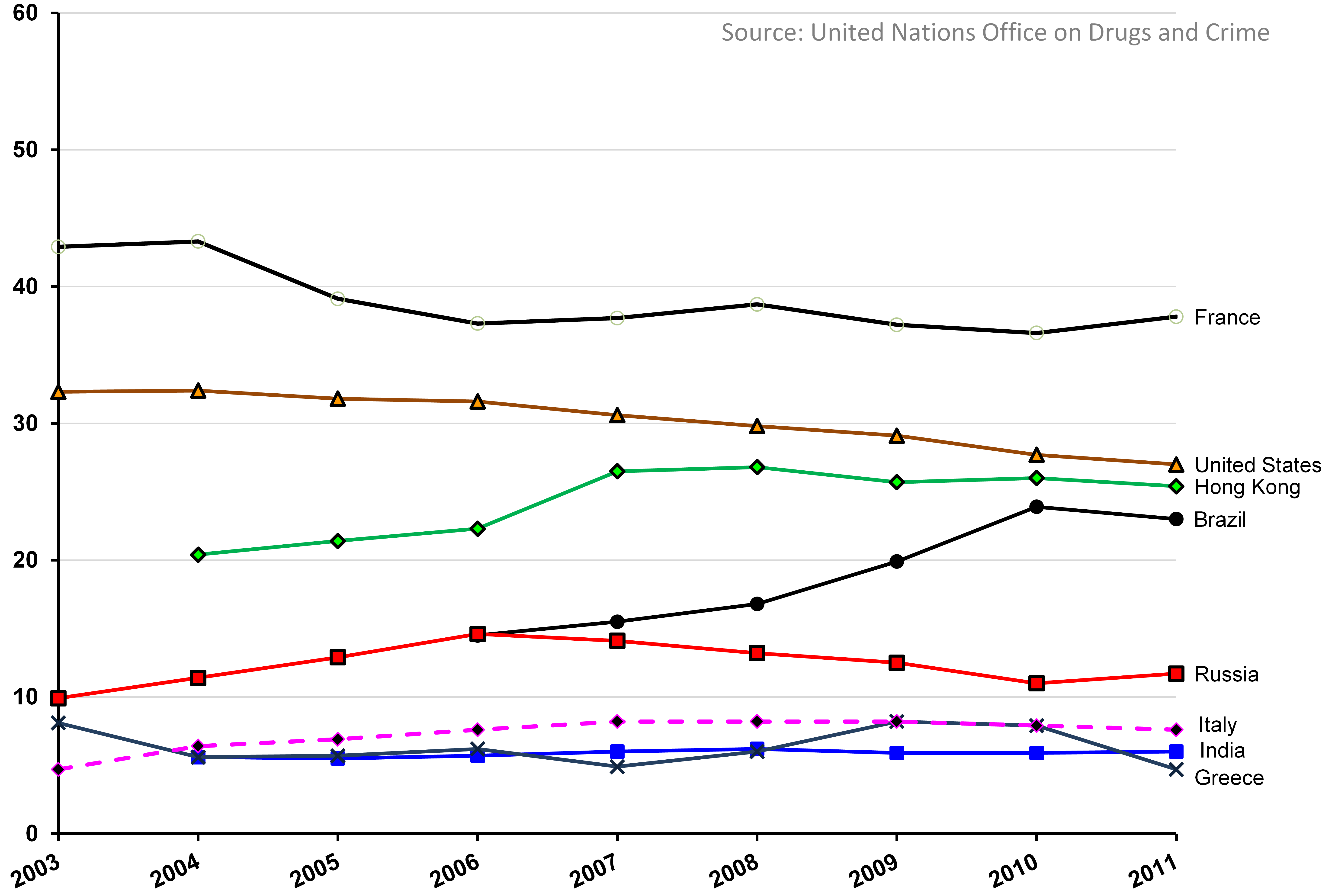
Jährliche Rate von Sexualstraftaten pro 100.000 Einwohner in Indien im Vergleich zu Frankreich, den USA, Hong Kong, Brasilien, Russland, Italien und Griechenland

### Vor Februar 2013
Vor dem 3. Februar 2013 wurde im Indischen Strafrecht im Paragraph 375 Vergewaltigung wie folgt definiert:
§375. Vergewaltigung. Ein Mann, der eine Vergewaltigung begeht, hat sich der Straftat schuldig gemacht, wenn er den Geschlechtsverkehr mit einer Frau hatte und einer oder mehrere der folgenden Umstände zutrafen:
1. Der Geschlechtsverkehr fand gegen ihren Willen statt.
2. Der Geschlechtsverkehr fand ohne ihre Einwilligung statt.
3. Wenn die Einwilligung zum Geschlechtsverkehr nur durch die Androhung von Gewalt oder Mord gegenüber ihr oder anderen Personen zustande kam.
4. Wenn die Einwilligung zum Geschlechtsverkehr dadurch entstand, dass die Frau fälschlicherweise glaubte, dass es sich bei ihm um ihren Ehemann handelte.
5. Wenn die Einwilligung zum Geschlechtsverkehr dadurch entstand, dass die Frau unter dem Einfluss von Drogen stand oder aus anderen Gründen in einem Gemütszustand war, der es ihr nicht möglich machte die Konsequenzen ihrer Einwilligung zu verstehen.
6. Wenn sie das sechzehnte Lebensjahr nicht vollendet hatte.[17]

Ergänzung: Das Eindringen in den Körper ist ausreichend, um die Definition der Straftat Vergewaltigung zu treffen.
Ausnahmen: Geschlechtsverkehr eines Mannes mit einer Frau, die das fünfzehnte Lebensjahr vollendet hat und mit der er verheiratet ist, ist nie Vergewaltigung.
Diese Definition machte Vergewaltigung in der Ehe nicht strafbar. Außerdem wurden Straftaten zwischen Gleichgeschlechtlichen ausgenommen und das Schutzalter betrug 16 Jahre.

### Seit Februar 2013
Nach dem 3. Februar 2013 wurde die Definition abgeändert und unter anderem das Schutzalter auf 18 angehoben:
§375. Ein Mann verübt die Straftat der Vergewaltigung, wenn a) er mit seinem Penis in Vagina, Mund, Harnröhre oder Anus eindringt oder die Frau dazu bringt diese Handlungen mit einer anderen Person durchzuführen; oder b) er mit einem Objekt oder einem anderen Körperteil in die Vagina, die Harnröhre oder den Anus der Frau eindringt oder sie dazu bringt diese Handlungen mit einer anderen Person durchzuführen; oder c) den Körper einer Frau stimuliert, sodass ein Eindringen in die Vagina, die Harnröhre oder dem Anus stattfindet oder die Frau dazu bringt diese Handlungen mit einer anderen Person durchzuführen; oder d) mit seinem Mund die Vagina, den Anus oder die Harnröhre berührt oder die Frau dazu bringt diese Handlungen mit einer anderen Person durchzuführen und einer der folgenden Umstände gleichzeitig zutraf:
1. Die Handlungen fanden gegen den Willen der Frau statt.
2. Die Handlungen fanden ohne das Einverständnis der Frau statt.
3. Wenn die Einwilligung nur durch die Androhung von Gewalt oder Mord gegenüber ihr oder anderen Personen zustande kam.
4. Wenn die Einwilligung dadurch entstand, dass die Frau fälschlicherweise glaubte, dass es sich bei ihm um ihren Ehemann handelte.
5. Wenn die Einwilligung dadurch entstand, dass die Frau unter dem Einfluss von Drogen stand oder aus anderen Gründen in einem Gemütszustand war, der es ihr nicht möglich machte die Konsequenzen ihrer Einwilligung zu verstehen.
6. Wenn die Frau das achtzehnte Lebensjahr nicht beendet hatte.
7. Wenn die Frau nicht im Stande war ihre Einwilligung zu geben.

Ergänzung 1. Der Begriff „Vagina“ schließt die großen Schamlippen ein.
Ergänzung 2. Einwilligung bedeutet, dass die Frau unmissverständlich durch Worte, Gesten oder andere Formen der verbalen oder nonverbalen Kommunikation ihre Bereitschaft zum Geschlechtsverkehr signalisiert.
Dabei wird es nicht als Einwilligung gewertet, wenn die Frau sich nicht körperlich gegen das Eindringen wehrt.
Ausnahmen 1. Medizinische Eingriffe gelten nicht als Vergewaltigung.
Ausnahmen 2. Der Geschlechtsverkehr eines Mannes mit seiner Frau, solange sie das fünfzehnte Lebensjahr vollendet hat, gilt nie als Vergewaltigung.
Auch nach der Reformierung war Vergewaltigung in der Ehe nicht strafbar. Lediglich wurde im Paragraph 376 b die Vergewaltigung in der Ehe unter Strafe gestellt, solange Ehemann und Ehefrau nicht zusammen lebten. Das Strafmaß lag bei mindestens 2 Jahren Gefängnis. Erzwungener Geschlechtsverkehr in der Ehe wurde ebenfalls als Teil von häuslicher Gewalt unter Paragraph 498 a des indischen Strafgesetzbuches und des Gesetzes zum Schutz vor häuslicher Gewalt aus dem Jahre 2005 unter Strafe gestellt.
Weiterhin war jedweder gleichgeschlechtlicher Sex, egal ob einvernehmlich oder nicht, unter Paragraph 377 des indischen Strafgesetzbuchs eine Straftat. Jedoch wurde in einer hohen Gerichtsentscheidung am 6. September 2018 festgelegt, dass jedweder einvernehmlicher Geschlechtsverkehr zwischen Personen, die das achtzehnte Lebensjahr vollendet hatten, nicht strafbar ist. Somit wurde gleichgeschlechtlicher Sex dekriminalisiert.

### Verurteilungen
| Jahr | Verurteilungsrate (%) |
| 1973 | 44,3                  |
| 1983 | 37,7                  |
| 2009 | 26,9                  |
| 2010 | 26,6                  |
| 2011 | 26,4                  |
| 2012 | 24,2                  |
| 2013 | 27,1                  |

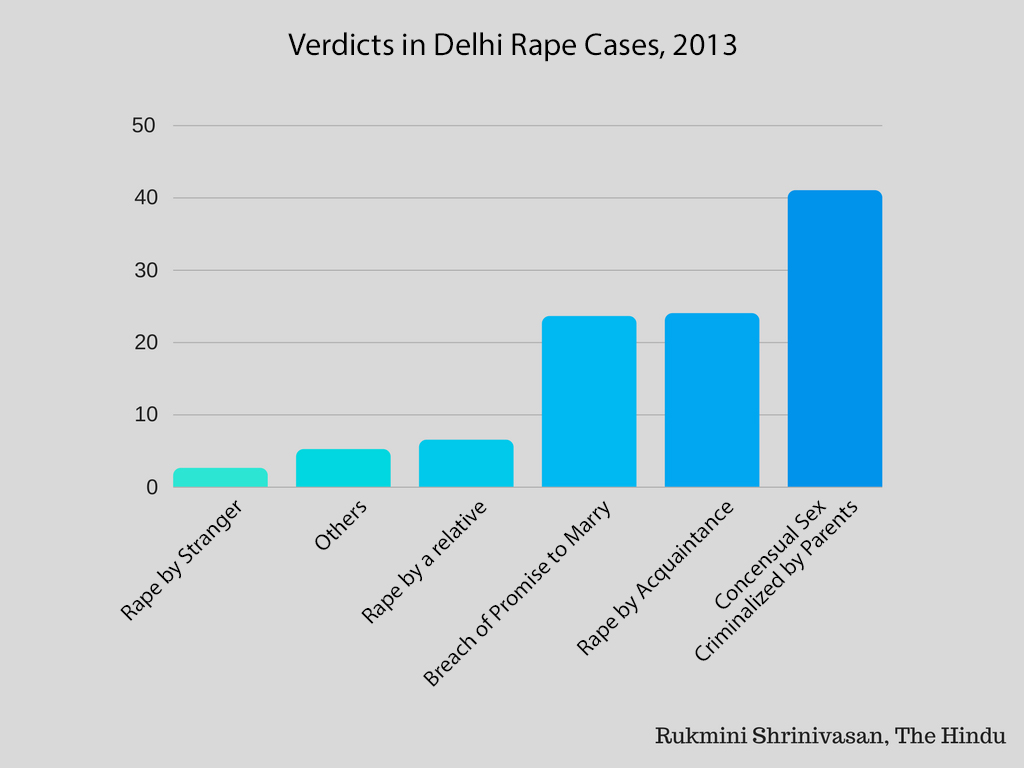
Sexualstraftaten nach Art in Delhi, 2013

Die Rate von Verurteilungen in Prozessen, bei der es um Vergewaltigungen geht, ist in den letzten 40 Jahren kontinuierlich gesunken. Nur einer von vier Vergewaltigungsprozessen führt in Indien zu einer Verurteilung. Die Verurteilungsrate von Vergewaltigungen in Indien war 44,3 Prozent im Jahr 1973, 37,7 Prozent im Jahr 1983, 26,9 Prozent im Jahr 2010 und 24,2 Prozent im Jahr 2012. Erst im Jahr 2013 fand wieder ein leichter Anstieg auf 27,1 Prozent statt.
Damit liegt Indiens Verurteilungsrate aber immer noch über der von 7 % in Großbritannien oder 10 % in Schweden und 25 % in Frankreich im Jahr 2011–12.

## Fälle besonderer Resonanz

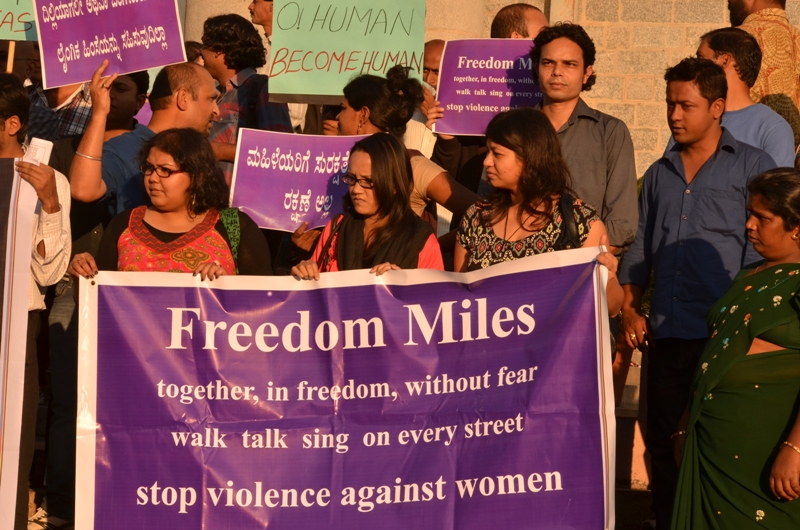
Demonstranten in Bangalore nach dem Tod des Vergewaltigungsopfers von Delhi im Dezember 2012

- Die Gruppenvergewaltigung einer 23-jährigen Studentin in einem Bus am 16. Dezember 2012 führte zu großen Protesten in Delhi. Sie war in Begleitung eines männlichen Freundes, der mit einer Eisenstange zusammengeschlagen und dadurch ebenfalls schwer verletzt wurde.[26] Dieselbe Eisenstange wurde von den Peinigern benutzt, um das Opfer zu vergewaltigen, wodurch es schwere Organschäden erlitt. Ihre Eingeweide mussten chirurgisch entfernt werden, bevor sie 13 Tage nach der Vergewaltigung starb.[27]

Am folgenden Tag wurde im Parlament der Vorfall diskutiert. Mitglieder aller Parteien forderten harte Strafen für die Schuldigen. Die Oppositionsführerin Sushma Swaraj (BJP) forderte, „dass die Vergewaltiger gehängt werden sollen.“ Tausende zumeist junge Menschen, nahmen an großen Protesten am 22. Dezember teil. Sechs tatverdächtige Männer wurden von den Behörden festgenommen. Vier der sechs erhielten Todesstrafen und wurden am 20. März 2020 in Neu-Delhi hingerichtet. Der Hauptangeklagte war bereits im März 2013 tot in seiner Gefängniszelle aufgefunden worden. Ein weiterer Täter war zum Tatzeitpunkt minderjährig und wurde zu einer dreijährigen Jugendstrafe verurteilt, die er 2015 vollständig verbüßt hatte.

- Am 26. Oktober 2013 wurde eine 16-jährige Inderin in Madhyamgram bei Kolkata von einer Gruppe Männer sexuell missbraucht. Nachdem sie dies am nächsten Tag bei der Polizei gemeldet hatte, wurde sie erneut vergewaltigt. Am 23. Dezember wurde sie von Bekannten der Täter angezündet, um das Verbrechen zu vertuschen; sie starb am  1. Januar 2014 im Krankenhaus.[31]

- Auf Beschluss des Dorfrats (Panchayat) wurde im Jahr 2014 eine junge Frau einer Gruppenvergewaltigung ausgeliefert. Die Vergewaltigung durch etwa ein Dutzend Männer wurde vom Dorfrat von Subalpur im Bundesstaat Westbengalen als Strafe verhängt, weil die 20-Jährige eine Affäre mit einem jungen Mann aus einem Nachbardorf hatte und die vom Dorfrat verhängte Geldstrafe nicht zahlen konnte. Politiker aller Lager verurteilten die Tat. Insgesamt 13 von der Frau identifizierte Verdächtige wurden festgenommen.[32]

- Proteste gegen sexuelle Gewalt entzündeten sich im Oktober 2015 auch an Vergewaltigungen von Kindern in Neu-Delhi, darunter einer Zweijährigen.[33]

- Ein spanisch-brasilianisches Paar, seit fünf Jahren mit Motorrädern auf Weltreise, wurde am 1. März 2024 in ihrem Zelt im Distrikt Dumka im Bundesstaat Jharkhand überfallen. Die 28-jährige Reisevloggerin wurde von den sieben Männern vergewaltigt.[34][35][36]

- Nach der Vergewaltigung und Ermordung einer 31-jährigen Assistenzärztin im RG Kar Medical College and Hospital in Kolkata kam es in der Stadt zu tagelangen Protesten und einem Nachtprotestmarsch zehntausender Frauen. Die Ärztin hatte sich im Anschluss an eine 36-Stunden-Schicht mangels Ruheraum in einem Seminarraum der Klinik zum Schlafen hingelegt und war am Morgen des 9. August 2024[37] tot aufgefunden worden. In ganz Indien traten Ärzte am 17. August 2024 in einen 24-stündigen Streik und forderten besseren Schutz vor Übergriffen und sexueller Gewalt.[37][38]

## Rat für Touristinnen
Vergewaltigungen von Ausländerinnen in Indien haben dazu geführt, dass mehrere Länder Empfehlungen für Frauen aussprachen, Vorsicht bei Reisen walten zu lassen. Es sollte nur in Gruppen gereist, Taxis vermieden, der öffentliche Nahverkehr bei Dunkelheit nicht mehr genutzt, die lokalen Regeln bei der Kleidungswahl beachtet und schwach bewohnte Gegenden gemieden werden.